# Akorda (Ibarranguelua)
Akorda es una entidad de población española del municipio de Ibarranguelua, perteneciente a la provincia de Vizcaya, en la comunidad autónoma del País Vasco.

## Toponimia
El lugar puede aparecer referido con las grafías «Akorda» y «Acorda».

## Historia
Hacia finales del siglo XIX, el lugar, ya por entonces perteneciente a Ibarranguelua, tenía contabilizada una población de un centenar de habitantes. Aparece descrito en el primer volumen del Diccionario geográfico, estadístico, histórico, biográfico, postal, municipal, marítimo y eclesiástico de España y sus posesiones de ultramar de Pablo Riera y Sans con las siguientes palabras:

ACORDA.—L. agreg. al ayunt. de Ibarranguélua, de donde dista 2 kilómetros. Cuenta con 100 hab. y 20 edif. Organización judicial.—Depende del part. judicial de Guérnica y aud. territorial de Búrgos. Organización civil.—Corresponde á la provincia de Vizcaya, cuya capital que es Bilbao, dista 33 kilómetros. Organización militar.—Pertenece á la c. g. de las Provincias Vascongadas y gobierno militar de Bilbao. Organización económica.—Está sujeto á la admon. de la prov. Organización eclesiástica.—Depende de de la dióc. de Calahorra, y tiene una iglesia parroquial bajo la advocacion de Santa María Engracia, fundada á espensas de sus feligreses en el año 1520, servida por un cura. Servicio público.—Recibe la corr. por la conduccion de Fornoza á Bermeo, estaciones de Bilbao, Vitoria y Zumárraga y admon. subalterna de Guernica donde la recibe un peaton. Obras públicas y medios de comunicacion.—Le cruza el camino que desde la capital del ayuntamiento sigue á Mundaca, interpuesta la ria de este nombre.
(Riera y Sans, 1881, pp. 54-55)

En 2022, la entidad singular de población tenía empadronados 93 habitantes y el núcleo de población, 32.